# Primijenjena etika

Primijenjena etika odnosi se na praktičnu primjenu moralnih razmatranja. 
To je etika usredotočena na djela stvarnoga svijeta i njihova moralna razmatranja u područjima privatnoga i javnog života, zanimanja, zdravlja, tehnologije, zakona i poduzetništva. Bioetička zajednica bavi se identificiranjem korektnoga pristupa moralnim pitanjima znanosti o životu, kao što su: eutanazija, pobačaj ili upotreba ljudskih embrija u istraživanju. Ekološka etika bavi se ekološkim pitanjima, poput odgovornosti vlade i poduzeća, da smanje zagađenje. Poslovna etika obuhvaća pitanja, odnosa zaposlenih i poslodavaca.
Primijenjena etika proširila je opseg etičkih studija izvan područja akademskoga filozofskoga diskursa. Polje primijenjene etike, u njegovom današnjem obliku, proisteklo je iz rasprava o brzom medicinskom i tehnološkom napretku tijekom ranih 1970.-ih i sada je uspostavljeno kao poddisciplina moralne filozofije. Međutim, primijenjena etika je po svojoj prirodi multidisciplinarni predmet, jer zahtjeva specijalizirano razumijevanje potencijalnih etičkih pitanja u područjima kao što su: medicina, poduzetništvo ili informacijska tehnologija. U današnje vrijeme, etički kodeksi ponašanja postoje u gotovo svakoj profesiji.
Primijenjeni etički pristup ispitivanju moralnih dilema može poprimiti mnoštvo različitih oblika. Jedan od najutjecajnijih i najčešće korištenih pristupa u bioetici i zdravstvenoj etici je četveroprincipni pristup koji su razvili Tom Beauchamp i James Childress. Njihov pristup, koji se obično naziva principlizam, uključuje razmatranje i primjenu četiri prima facie etička principa: autonomija, nezlonamjernost, dobročinstvo i pravda.